# Ance Féas
Ance Féas ist seit dem 1. Januar 2017 eine französische Gemeinde mit 619 Einwohnern (Stand 1. Januar 2022) im Département Pyrénées-Atlantiques in der Region Nouvelle-Aquitaine. Die Gemeinde gehört zum Arrondissement Oloron-Sainte-Marie und zum Kanton Oloron-Sainte-Marie-1 (bis 2015: Kanton Aramits). Die Bewohner werden Ançais oder Féasiens genannt.
Die Gemeinde entstand mit Wirkung vom am 1. Januar 2017 als Commune nouvelle durch die Fusion der früher selbstständigen Gemeinden Ance und Féas, die seither die Funktion von Communes déléguées ausüben.

## Geographie
Ance-Féas liegt etwa zehn Kilometer südwestlich von Oloron-Sainte-Marie im Vallée de Barétous im Béarn.
Umgeben wird Ance Féas von den Nachbargemeinden:
- Esquiule im Norden und Westen,
- Oloron-Sainte-Marie im Nordosten,
- Agnos und Asasp-Arros im Osten sowie
- Aramits im Süden.

Ance Féas liegt im Einzugsgebiet des Flusses Adour und wird durchquert von zwei Zuflüssen des Gave d’Oloron, der Mielle, die im Ortsgebiet entspringt, und dem Vert und seinen Zuflüssen, den Bächen:
- Aurone
  - und seinem Zufluss Treilt
- Littos,
- Bélandre, der im Ortsgebiet entspringt,
  - und seinen Zuflüssen: Sarrabasse und Saucy, welche ebenfalls im Ortsgebiet entspringen,
- Labo und
- Lousère.[2][3]

## Geschichte
Féas wurde bereits unter dem Namen Héas im Jahre 1343 in den Akten vermerkt. Paul Raymond, Archivar und Historiker des 19. Jahrhunderts, notierte die Erwähnungen der Siedlungen Ance und Féas unter dem Namen Ansse bzw. Feaas im Jahre 1385 anlässlich einer Volkszählung. Es wurden 23 Haushalte bei Ance und 21 Haushalte bei Féas gezählt und vermerkt, dass die Siedlungen in der Bailliage von Oloron liegen. Féas war in jener Epoche ein Wallfahrtsort mit einer Kapelle Sainte-Vigne, deren Standort heute unbekannt ist. Während des Mittelalters behielt Féas eine Erdhügelburg und ein Schloss auf einem höher gelegenen Felsen. Seit dem 15. Jahrhundert ist Féas mit einer Schule ausgestattet.
In der Folge des Edikts von Nantes war Féas einer der ersten acht Gemeinden im Béarn, die die katholische Religion wieder einführen musste. Der französische König Heinrich IV., der Unterzeichner des Edikts im Jahre 1598, war bereits seit 1572 gleichzeitig König von Navarra und selbst Anführer der Hugenotten in den Hugenottenkriegen, die mit dem Edikt allerdings beendet wurden.

## Bevölkerungsverteilung und -fortschreibung
| Ortsteil  | ehemaliger INSEE-Code | Fläche (km²) | Höhenlage (m) | Einwohnerzahlen (Census) | Einwohnerzahlen (Census) | Einwohnerzahlen (Census) | Einwohnerzahlen (Census) | Einwohnerzahlen (Census) | Einwohnerzahlen (Census) | Einwohnerzahlen (Census) | Einwohnerzahlen (Census) | Einwohnerzahlen (Census) | Einwohnerzahlen (Census) | Einwohnerzahlen (Census) | Einwohnerzahlen (Census) | Einwohnerzahlen (Census) |
| Ortsteil  | ehemaliger INSEE-Code | Fläche (km²) | Höhenlage (m) | 1851                     | 1901                     | 1954                     | 1962                     | 1968                     | 1975                     | 1982                     | 1990                     | 1999                     | 2006 1                   | 2008 2                   | 2013 2                   | 2016 3                   |
| --------- | --------------------- | ------------ | ------------- | ------------------------ | ------------------------ | ------------------------ | ------------------------ | ------------------------ | ------------------------ | ------------------------ | ------------------------ | ------------------------ | ------------------------ | ------------------------ | ------------------------ | ------------------------ |
| Ance      | 64020                 | 10,12        | 244 – 581     | 434                      | 305                      | 202                      | 186                      | 186                      | 166                      | 183                      | 226                      | 215                      | 238                      | 244                      | 230                      | 224                      |
| Féas      | 64225                 | 13,71        | 211 – 475     | 659                      | 440                      | 380                      | 357                      | 327                      | 312                      | 299                      | 404                      | 373                      | 381                      | 421                      | 412                      | 395                      |
| Ance Féas | 64225                 | 23,83        | 211 – 581     | 1.093                    | .0745                    | .0582                    | .0543                    | .0513                    | .0478                    | .0482                    | .0630                    | .0588                    | .0619                    | .0665                    | .0642                    | .0619                    |

Die (Gesamt-)Einwohnerzahlen der Gemeinde Ance Féas wurden durch Addition der einzelnen Ortsteile, d. h. der ehemaligen selbständigen Gemeinden ermittelt.

## Sehenswürdigkeiten
- Kirche von Ance, gewidmet dem heiligen Stephanus. Die ältesten Teile der heutigen Kirche sind der Kirchturm und die beiden Weihwasserbecken am Fuß der Emporen, früher als im 18. Jahrhundert errichtet. Die restlichen Teile des Gebäudes sind im 18. Jahrhundert erbaut oder restauriert, wie die Inschrift 1766 auf dem Schlussstein des Westportals belegt. Im 19. Jahrhundert wurden die Seitenkapelle und die Sakristei hinzugefügt. Die heutigen Glasfenster wurden 1885 von den Glasmalern G.P. Dagrant aus Bordeaux und Auguste Montaut aus Oloron ausgeführt.[16][17]
- Kirche von Féas, geweiht dem Apostel Bartholomäus, wurde vermutlich vor dem 17. Jahrhundert erbaut. Sie beherbergt eine reiche Ausstattung, u. a. mit einer Marienstatue und einem verzierten und vergoldeten Pult aus dem 17. Jahrhundert sowie acht Kerzenleuchtern, verziert und vergoldet aus Holz, und einem Prozessionskreuz aus dem 18. Jahrhundert.[18]

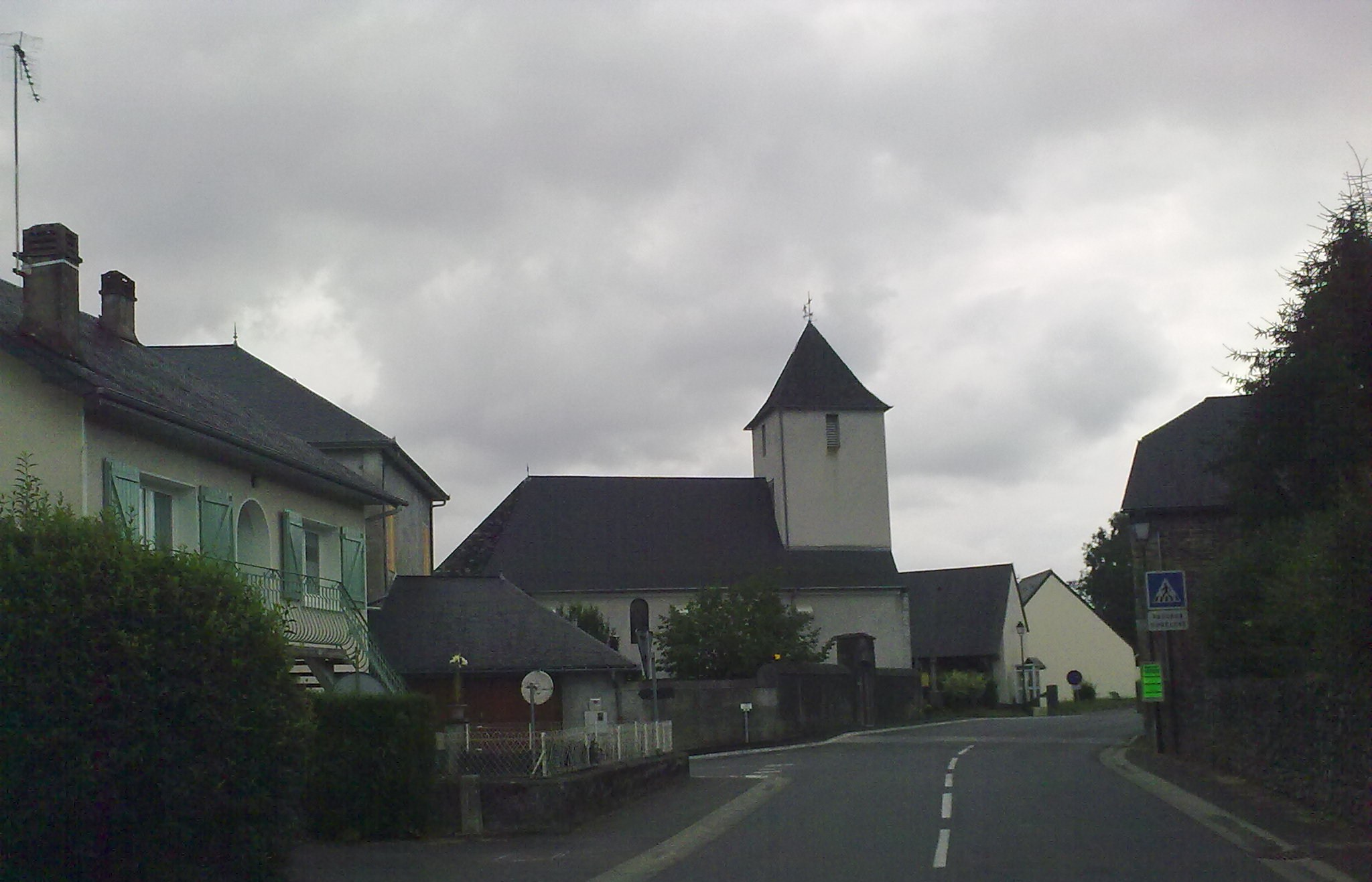
Kirche Saint-Étienne von Ance
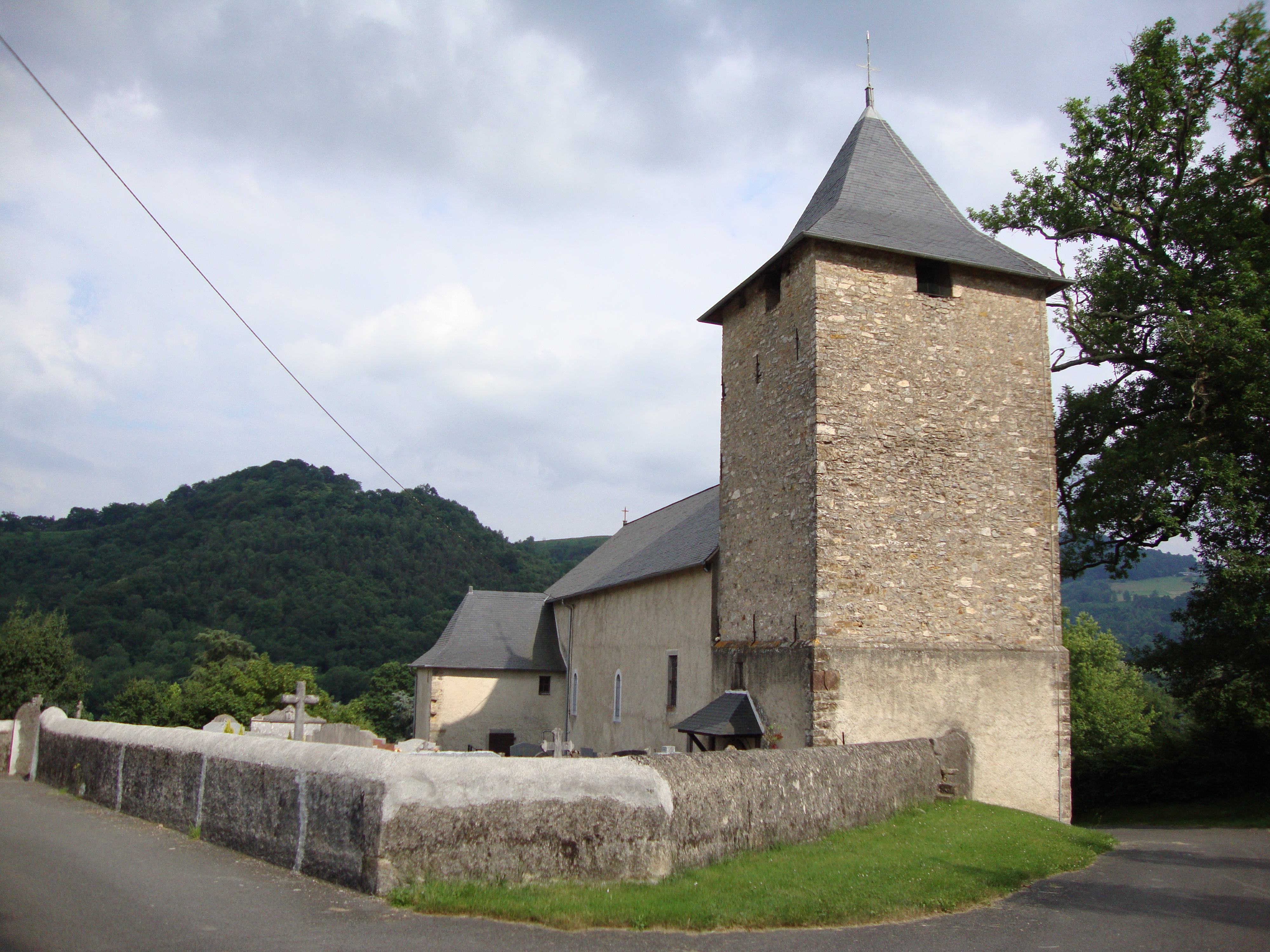
Kirche Saint-Barthélemy von Féas

## Wirtschaft und Infrastruktur
Ance Féas liegt in den Zonen AOC des Ossau-Iraty, ein traditionell hergestellter Schnittkäse aus Schafmilch, sowie der Schweinerasse und des Schinkens „Kintoa“.

### Verkehr
Ance Féas ist angeschlossen an die Routes départementales 159, 359 und 919 (ehemalige Route nationale 648a) und ist über Linien des Busnetzes Transports 64 mit anderen Gemeinden des Départements verbunden.

## Persönlichkeiten
Robert Paparemborde (5. Juli 1948 – 18. April 2001), Rugby-Spieler und Trainer, geboren in Féas. Er hat in seiner aktiven Zeit 55 Mal in der französischen Nationalmannschaft gespielt und mit seinem Team dreimal das Six-Nations-Turnier, vergleichbar mit der Europameisterschaft, gewonnen.